# Jリーグ百年構想
Jリーグ百年構想（ジェイリーグひゃくねんこうそう）は、日本プロサッカーリーグ（Jリーグ）が提唱および推進する、地域におけるサッカーを核としたスポーツ文化の確立を目指す計画のことである。

## 経緯
そもそもは1996年のJリーグ開幕に向けて作られた、キャンペーンのキャッチコピーに由来する。当時、Jリーグの広報活動は博報堂が手がけていたが、当時チェアマンを勤めていた川淵三郎の「（Jリーグの）理念をきちんと伝えたい」「Jリーグが本当に目指しているものを伝えたい」という考えを聞き、「これはJリーグのCI（コーポレート・アイデンティティー）活動になる」と感じた当時の広報スタッフがJリーグで常務理事を務めていた木之本興三などの了承を得て、コンペティション形式でキャッチコピーを募ることになった。その背景として、ヴェルディ川崎（現在の東京ヴェルディ）のオーナーであった渡邉恒雄（当時読売新聞社社長）との「チーム呼称論争」が加熱し始めており、川淵がJリーグの理念をストレートに伝える必要性を感じていたのではないかと推測されている。
結果的にコンペティションに参加したのは博報堂と、当時日本代表戦やトヨタカップを担当していた電通であった。電通は「われわれの目標は目の前ではなく、もっと先にある」との川淵の考え方を汲み、「百年構想」「あなたの町にも、Jリーグはある。」という2つのコピーを提案。1996年1月19日のJリーグ広報委員会で電通の案が採用され、同年のJリーグで大体的に展開された。ただ、当初は「あなたの町にも、Jリーグはある。」がメインのコピーとなり、「百年構想」はそれに添えられる形となった
ただ、「あなたの町にも、Jリーグはある。」のコピーの使用は1年間で終了、以後、「Jリーグ百年構想」に「スポーツで、もっと、幸せな国へ。」が加わり、「Jリーグ百年構想 〜スポーツで、もっと、幸せな国へ。〜 」という現在の形となった。

## 概要
「緑の芝生に覆われたスポーツ施設や広場を作る」、「サッカーを核に様々なスポーツクラブを多角的に運営し、アスリートから生涯学習にいたるまであなたが今やりたいスポーツを楽しめる環境作りを目指す」、「スポーツを通して様々な世代の人たちが触れ合える場を提供する」ことを目的としている。具体的には、芝生広場として一部の小学校や地域のグラウンドで天然芝の運動場を建設・整備すること。また、スポーツクラブの多角経営やスクールを実施している。
2003年には芝生を擬人化したキャラクター「Mr.ピッチ」をシンボルマスコットに起用した。

## 趣旨
- あなたの町に、緑の芝生におおわれた広場やスポーツ施設をつくること。
- サッカーに限らず、あなたがやりたい競技を楽しめるスポーツクラブをつくること。
- 「観る」「する」「参加する」。スポーツを通して世代を超えた触れ合いの場を広げること。

## 活動例

### チーム名称の共有
- 北海道コンサドーレ札幌
  - 一般社団法人コンサドーレ北海道スポーツクラブ
    - 北海道コンサドーレ札幌バドミントンチーム
    - 北海道コンサドーレ札幌カーリングチーム
- ブラウブリッツ秋田
  - ブラウブリッツ秋田バレーボールクラブ
- 水戸ホーリーホック
  - 水戸ホーリーホックアイスホッケー部
- FC東京
  - FC東京バレーボールチーム
- 東京ヴェルディ1969
  - 東京ヴェルディクラブ
    - 東京ヴェルディバレーボールチーム
    - 東京ヴェルディトライアスロンチーム
    - 東京ヴェルディフットサルクラブジュニアユース
    - 東京ヴェルディビーチサッカーチーム
    - 東京ヴェルディeスポーツチーム
    - 東京ヴェルディビーチバレーチーム
    - 東京ヴェルディチアパフォーマンスチーム VENUS
    - 東京ヴェルディ・バンバータ（軟式野球チーム）
    - 東京ヴェルディ3ｘ3バスケットボールチーム
    - 東京ヴェルディ女子ホッケーチーム
    - 東京ヴェルディ GOLD'S バスケットボールチーム
- 湘南ベルマーレ
  - NPO法人湘南ベルマーレスポーツクラブ
    - ビーチバレー
    - トライアスロン
    - フットサル
    - 7人制ラグビー

  - 湘南ベルマーレロードレーシングチーム（自転車ロードレース、かつてチームミヤタと提携していたこともある）
- アルビレックス新潟
  - 新潟アルビレックスBB（プロバスケットボール）
  - 新潟アルビレックスBBラビッツ（バスケットボール）
  - オイシックス新潟アルビレックス・ベースボール・クラブ（プロ野球ファームチーム）
  - アルビレックスチアリーダーズ
  - チームアルビレックス新潟（アルペンスキー）
  - サトウ食品新潟アルビレックスランニングクラブ
  - アルビレックスレーシングチーム（自動車レース）
- AC長野パルセイロ
  - AC長野パルセイロアイスホッケー（アイスホッケー）
  - AC長野パルセイロバドミントン（バドミントン）
- 清水エスパルス
  - エスパルスドリームレーシングチーム（バイクレース、生形秀之との結成）
- ジュビロ磐田
  - ヤマハ発動機のレーシングチーム（バイクレース）とのチーム名の共有

### 他競技との提携
- 北海道コンサドーレ札幌
  - 本拠地のひとつ・札幌ドームを北海道日本ハムファイターズ（プロ野球）と共有・連携
  - 札幌ポラリス（アイスホッケー）と相互協力提携
  - コンサドールズ（チアリーディング）を運営
  - 北海道スポーツネットワーク会議
- モンテディオ山形
  - 山形県スポーツ振興21世紀協会による女子駅伝チーム運営
- 浦和レッドダイヤモンズ、大宮アルディージャ
  - プライドドリームス埼玉
- FC東京
  - 東京ヤクルトスワローズ（プロ野球）との連携（ホームゲームチケット共有や選手のトレーディングカードプレゼントなど）
  - 東京ヤクルトスワローズとの東京xスポーツ応援プロジェクト
- 川崎フロンターレ
  - 川崎市ホームタウンスポーツ推進パートナー
- 横浜F・マリノス、横浜FC
  - 横浜熱闘倶楽部→横浜スポーツパートナーズ（スポーツクラブ）
- 湘南ベルマーレ
  - 横浜DeNAベイスターズ（プロ野球）のファームチームと連携
- ガンバ大阪
  - オリックス・バファローズ（プロ野球）との連携
  - 阪神タイガース（プロ野球）との共通観戦チケットの販売（2003年）
- サンフレッチェ広島
  - トップス広島
  - P3 HIROSHIMA
- サガン鳥栖
  - 福岡ソフトバンクホークス（プロ野球）との連携（スポーツキッズプロジェクトの共催、鷹の祭典でのコラボレーションなど）

### 施設の開放
- 鹿島アントラーズ
  - アントラーズクラブハウス、つくばアカデミーセンター内のフットサルコート（アントラーズフットサルクラブ）
  - カシマウェルネスプラザ
- 浦和レッドダイヤモンズ
  - レッズランド
- 柏レイソル
  - 日立柏サッカー場の一部（レイソルスポーツプラザ）
- 清水エスパルス
  - エスパルスドリームフィールド

### 大会・スポーツ教室開催
- 鹿島アントラーズ
  - ミニバスケットボール大会の実施（アントラーズ選手参加）
  - アントラーズサッカースクールクリニックコース・幼稚園巡回指導
  - マッチデーフェスティバル
- 清水エスパルス
  - ORANGE WAVEによるダンス教室
  - エスパルス杯と称するサッカー大会の実施

### その他
- ヴィッセル神戸
  - 神戸アスリートタウン構想 - オリックス・ブルーウェーブとの共通開催日に共通チケット発売（ユニバー競技場を本拠としていた時代）
- サンフレッチェ広島、徳島ヴォルティス、愛媛FC、FC今治、ファジアーノ岡山、ガイナーレ鳥取、カマタマーレ讃岐
  - 中国・四国Jクラブ情報懇談会
- アビスパ福岡、ギラヴァンツ北九州、サガン鳥栖、V・ファーレン長崎、大分トリニータ、ロアッソ熊本、テゲバジャーロ宮崎、鹿児島ユナイテッドFC
  - 九州Jリーグホームタウン連携会議 (JHT)

## テレビ番組
Jリーグ百年構想をテーマに、Jリーグクラブやサッカー選手の活動を紹介する番組・『百年旅行〜Jリーグのある風景〜』（ひゃくねんりょこう・ジェイリーグのあるふうけい）が、2008年10月10日より2012年3月24日までBS日テレで放送されていた。第1回放送のゲストは三浦知良（当時横浜FC）。
放送時間（JST）
- 金曜 22:30 - 23:00（2008年10月10日 - 2010年4月2日）
- 金曜 23:00 - 23:30（2010年4月9日 - 10月1日）
- 土曜 10:30 - 11:00（2010年10月9日 - 2012年3月24日）

## Jリーグ百年構想パートナー
- 朝日新聞社 - 2003年からパートナーを務める。2009年には「Jリーグ百年構想　ピッチの日」を主催したこともある。

子会社の朝日新聞出版からはJリーグやサッカーに関する書籍・雑誌を多数出版しており、2011年からJリーグオフィシャル書籍（Jリーグイヤーブック・Jリーグオフィシャルファンズガイド）の出版を担当。
（イヤーブックは2014年で発売元から撤退<本そのものは引き続き発行>。ファンズガイドは2012年で休刊。2013年からはその事実上の代替でぴあ（Jリーグオフィシャルチケッティングパートナー）より「Jリーグ観戦ガイド」を発行）

## 参考資料
- 宇都宮徹壱 (2018年8月28日). “シリーズ 証言でつづる「Jリーグ25周年」 1996年 「百年構想」誕生秘話＜前編＞”. 2019年3月10日閲覧。
- 宇都宮徹壱 (2018年8月29日). “シリーズ 証言でつづる「Jリーグ25周年」 1996年 「百年構想」誕生秘話＜後編＞”. 2019年3月10日閲覧。